# Corpo de Bombeiros Militar do Estado do Pará
O Corpo de Bombeiros Militar do Estado do Pará (CBMPA) é uma Corporação cuja missão primordial consiste na execução de atividades de defesa civil, prevenção e combate a incêndios, buscas, salvamentos e socorros públicos no âmbito do estado do Pará.
Ele é Força Auxiliar e Reserva do Exército Brasileiro, e integra o Sistema de Segurança Pública e Defesa Social do Brasil. Seus integrantes são denominados Militares dos Estados pela Constituição Federal de 1988, assim como os membros da Polícia Militar do Estado do Pará.

## Estrutura operacional

### GRUPAMENTOS BOMBEIRO MILITAR – GBM’s[3]
1º Grupamento Bombeiro Militar (1º GBM) - Cremação/Belém
2º Grupamento Bombeiro Militar (2º GBM) - Castanhal
3º Grupamento Bombeiro Militar (3º GBM) - Ananindeua
4º Grupamento Bombeiro Militar (4º GBM) - Santarém
5º Grupamento Bombeiro Militar (5º GBM) - Marabá
6º Grupamento Bombeiro Militar (6º GBM) - Barcarena
7º Grupamento Bombeiro Militar (7º GBM) - Itaituba
8º Grupamento Bombeiro Militar (8º GBM) - Tucuruí
9º Grupamento Bombeiro Militar (9º GBM) - Altamira
10º Grupamento Bombeiro Militar (10º GBM) - Redenção
11º Grupamento Bombeiro Militar (11º GBM) - Breves
12º Grupamento Bombeiro Militar (12º GBM) - Santa Izabel do Pará
13º Grupamento Bombeiro Militar (13º GBM) - Salinas
14º Grupamento Bombeiro Militar (14º GBM) - Tailândia
15º Grupamento Bombeiro Militar (15º GBM) - Abaetetuba
16º Grupamento Bombeiro Militar (16º GBM)- Canaã dos Carajás
17º Grupamento Bombeiro Militar (17º GBM)- Vigia
18º Grupamento Bombeiro Militar (18º GBM)- Salvaterra
19º Grupamento Bombeiro Militar (19º GBM) - Capanema
20º Grupamento Bombeiro Militar (20º GBM) - Mosqueiro/Belém
21º Grupamento Bombeiro Militar (21º GBM) - Cidade Velha/Belém
22º Grupamento Bombeiro Militar (22º GBM) - Cametá
23º Grupamento Bombeiro Militar (23º GBM) - Parauapebas
24ºGrupamento Bombeiro Militar (24º GBM) - Bragança
25º Grupamento Bombeiro Militar (25º GBM) - Marituba
26º Grupamento Bombeiro Militar (26 GBM) - Icoaraci/Belém
28º Grupamento Bombeiro Militar (28º GBM) - São Miguel do Guamá
29º Grupamento Bombeiro Militar (29º GBM) - Moju

OUTRAS UNIDADES E SETORES
1º Seção Bombeiro Militar – INFRAERO/ Belém
2º Seção Bombeiro Militar – INFRAERO/ Marabá
3º Seção Bombeiro Militar –INFRAERO/ Altamira
4º Seção Bombeiro Militar – INFRAERO/ Santarém
1ºGrupamento de Proteção AmbientalParagominas
2ºGrupamento de Busca e Salvamento e Grupamento de Socorro de Emergência - Belém
1ºGrupamento Marítimo Fluvial - Belém
Cedec - Coordenadoria de Defesa Civil
1ºGrupamento de busca e Salvamento - Belém
CAT - Centro de Atividades Técnicas - Belém
ABM - Academia Bombeiro Militar - Marituba
 
CFAE - Centro de Formação, Aperfeiçoamento e Especialização-Ananindeua
POLIBOM - Policlínica Bombeiro Militar
CSMV/MOP - Centro de Serviços de Manutenção em Viaturas e Material Operacional- Ananindeua